# بریستول هرکول
بریستول هرکول (به انگلیسی: Bristol Hercules) یک هواگرد ساختِ کارخانهٔ بریستول ایروپلین در کشور بریتانیا است .